# شارلی روگلز
شارلی روگلز (انگلیسی: Charlie Ruggles؛ ‏ ۸ فوریهٔ ۱۸۸۶ – ۲۳ دسامبر ۱۹۷۰) بازیگر اهل ایالات متحده آمریکا بود. وی بین سال‌های ۱۹۱۴ تا ۱۹۶۸ میلادی فعالیت می‌کرد.
از فیلم‌هایی که وی در آن نقش داشته‌است، می‌توان به این همان شب است، مرا ستاره کن، پرورش بیبی، آلیس در سرزمین عجایب، راگلزهای رد گپ، یک ساعت با تو، امشب عاشقم باش، بچه‌ها دنبالم بیاین و زندگی ربوده‌شده اشاره کرد.